# Giro del Belgio 1921
Il Giro del Belgio 1921, decima edizione della corsa, si svolse in cinque tappe tra il 1º maggio e l'8 maggio 1921, per un totale di 1 402 km e fu vinto dal belga René Vermandel.

## Tappe
| Tappa  | Data      | Percorso            | km    | Vincitore di tappa | Leader cl. generale |
| ------ | --------- | ------------------- | ----- | ------------------ | ------------------- |
| 1ª     | 1º maggio | Bruxelles > Gand    | 287   | Jos Van Daele      |                     |
| 2ª     |           | Gand > Liegi        | 292   | Jules Van Hevel    |                     |
| 3ª     |           | Liegi > Lussemburgo | 284   | René Vermandel     |                     |
| 4ª     |           | Lussemburgo > Namur | 245   | Odiel Defraye      |                     |
| 5ª     | 8 maggio  | Namur > Bruxelles   | 294   | Lucien Buysse      | Lucien Buysse       |
| Totale | Totale    | Totale              | 1 402 |                    |                     |

## Dettagli delle tappe

### 1ª tappa
- Bruxelles > Gand – 287 km

Risultati
| Pos. | Corridore      | Squadra     | Tempo     |
| ---- | -------------- | ----------- | --------- |
| 1    | Jos Van Daele  | Individuale | 10h25'05" |
| 2    | René Vermandel | Individuale | ?         |
| 3    | Émile Masson   | Alcyon      | ?         |

### 2ª tappa
- Gand > Liegi – 292 km

Risultati
| Pos. | Corridore       | Squadra        | Tempo     |
| ---- | --------------- | -------------- | --------- |
| 1    | Jules Van Hevel | Bianchi-Dunlop | 10h43'05" |
| 2    | René Vermandel  | Individuale    | ?         |
| 3    | Marcel Lacour   | Individuale    | ?         |

### 3ª tappa
- Liegi > Lussemburgo – 284 km

Risultati
| Pos. | Corridore       | Squadra        | Tempo     |
| ---- | --------------- | -------------- | --------- |
| 1    | René Vermandel  | Individuale    | 10h32'36" |
| 2    | Jules Van Hevel | Bianchi-Dunlop | s.t.      |
| 3    | Émile Masson    | Alcyon         | s.t.      |

### 4ª tappa
- Lussemburgo > Namur – 245 km

Risultati
| Pos. | Corridore       | Squadra        | Tempo    |
| ---- | --------------- | -------------- | -------- |
| 1    | Odiel Defraye   | Individuale    | 8h16'20" |
| 2    | Louis Budts     | Individuale    | ?        |
| 3    | Jules Van Hevel | Bianchi-Dunlop | ?        |

### 5ª tappa
- Namur > Bruxelles – 294 km

Risultati
| Pos. | Corridore       | Squadra        | Tempo     |
| ---- | --------------- | -------------- | --------- |
| 1    | Lucien Buysse   | Bianchi-Dunlop | 10h24'28" |
| 2    | Jules Van Hevel | Bianchi-Dunlop | ?         |
| 3    | Odiel Defraye   | Individuale    | ?         |

## Classifiche finali

### Classifica generale
| Pos. | Corridore         | Squadra        | Tempo      |
| ---- | ----------------- | -------------- | ---------- |
| 1    | René Vermandel    | Individuale    | 51h17'37"  |
| 2    | Émile Masson      | Alcyon         | a 4'04"    |
| 3    | Jules Van Hevel   | Bianchi-Dunlop | a 13'22"   |
| 4    | Louis Budts       | Individuale    | a 18'03"   |
| 5    | Albert Dejonghe   | Individuale    | a 23'24"   |
| 6    | Odiel Defraye     | Individuale    | a 1h10'21" |
| 7    | Léon Despontin    | Individuale    | a 1h39'15" |
| 8    | François Beths    | Individuale    | a 1h58'40" |
| 9    | Guillaume Nyssens | Individuale    | a 2h10'06" |
| 10   | Urbain Anseeuw    | Individuale    | a 2h11'27" |